# Melaza

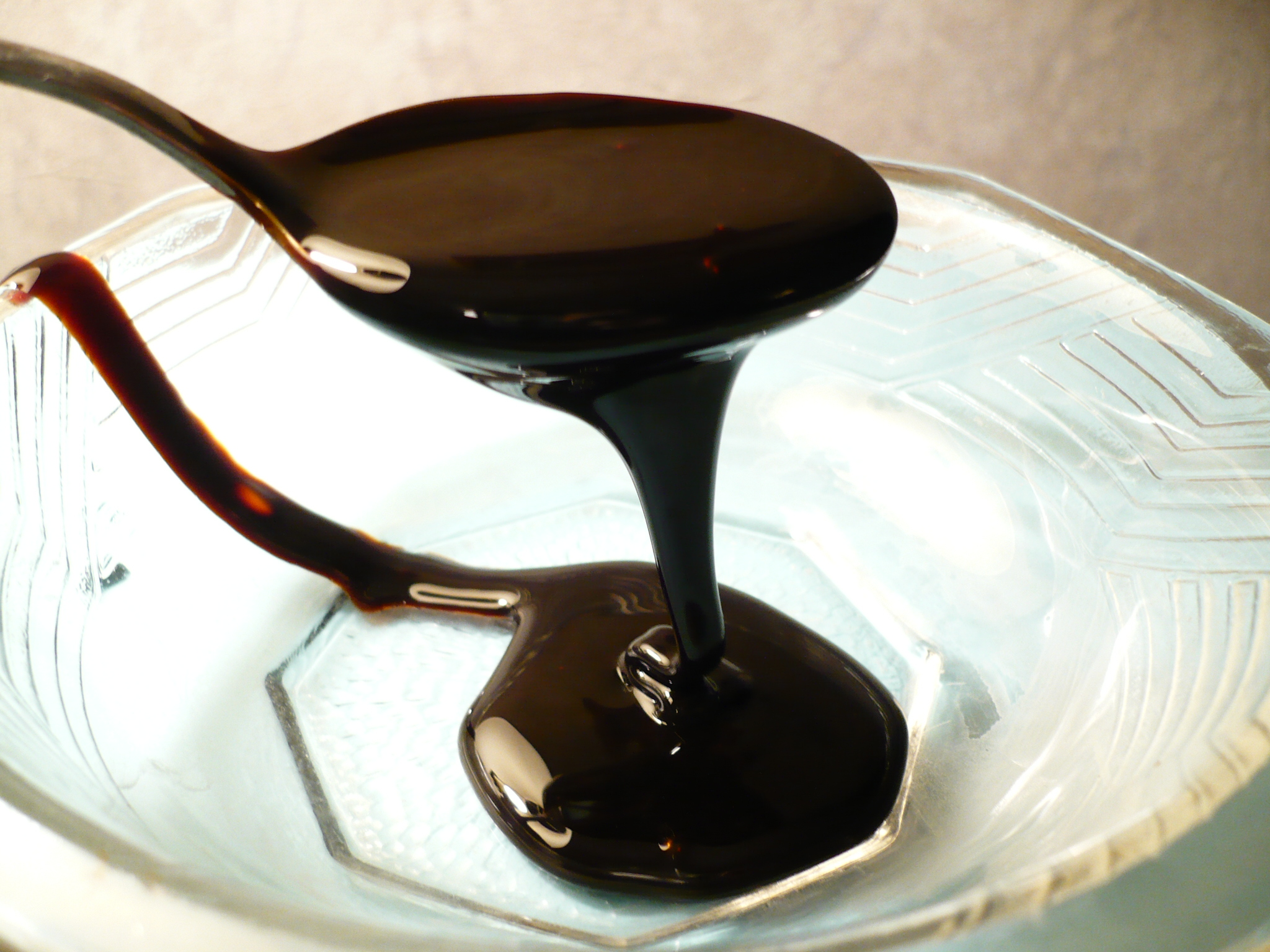
Melaza siendo derramada de una cuchara.

La melaza, miel final, miel de caña, miel negra o melaza blackstrap es el residuo de la cristalización final del azúcar, de los cuales no se puede obtener más azúcar por métodos físicos.[cita requerida]
La Norma ICONTEC 587 de 1994 define como la miel final o melaza (no cristalizable) al jarabe o líquido denso y viscoso, separado de la misma masa cocida final y de la cual no es posible cristalizar más azúcar por métodos convencionales.
La denominación melaza se aplica al efluente en la preparación del azúcar mediante la cristalización repetida. El proceso de evaporación y la cristalización suele repetirse tres veces hasta el punto en el cual el azúcar invertido y la alta viscosidad de las melazas ya no permitirán una cristalización adicional de la sacarosa.
La melaza es una mezcla compleja que contiene sacarosa, azúcar invertido, sales y otros compuestos solubles en álcali que habitualmente están presentes en el jugo de caña localizado, así como los formados durante el proceso de manufactura del azúcar. Además de la sacarosa, glucosa, fructosa y rafinosa, los cuales son fermentables reductores de cobre, son principalmente caramelos libres de nitrógeno producidos por el calentamiento requerido por el proceso y las melanoidinas que sí contienen nitrógeno, derivadas de productos de la condensación del azúcar y aminocompuestos.

## Proceso de producción
La melaza se obtiene durante el proceso de producción de la caña de azúcar.[cita requerida]
El lugar donde se produce el azúcar de caña se conoce con el nombre de ingenio.[cita requerida]

### Cosecha
La caña requiere abundante agua y suelos adecuados para crecer bien; no soporta temperaturas inferiores a 0 °C, aunque alguna vez puede llegar a soportar hasta -1 °C, según la duración de la helada.[cita requerida]
Su periodo de crecimiento varía entre 11 y 17 meses, dependiendo de la variedad de caña y de la zona.[cita requerida]
Es un cultivo plurianual y se corta cada 12 meses, y la plantación dura aproximadamente 5 años, aunque este período puede ser muy variable.[cita requerida]
La caña tiene una riqueza de sacarosa del 14%, aproximadamente, aunque varía a lo largo de la recolección. El rendimiento del proceso de caña de azúcar llega hasta un 11% de extracción, en promedio.[cita requerida]
La caña se puede cosechar a mano o a máquina:
- La cosecha mecánica se hace con cosechadoras que cortan la mata y separan los tallos de las hojas con ventiladores. Una máquina puede cosechar 30 toneladas por hora.
- La cosecha manual se hace con machete o rulas que cortan los tallos y los organizan en chorras para su transporte.

En la actualidad, este tipo de cosecha tiende a aplicarse cada vez menos, y solamente en las zonas donde no pueden ingresar las cosechadoras por razones diversas (piedras, pendiente excesiva y otras).
El uso de uno o varios sistemas de cosecha en una región va a depender de una serie de factores como la topografía y condiciones del terreno, características climáticas, nivel tecnológico, disponibilidad económica y contexto social, entre otros.[cita requerida]
Una vez cortada la caña, debe transportarse rápidamente al ingenio, para no perder contenido de sacarosa.[cita requerida]

### De la tierra a la fábrica
Toda caña que llega a la fábrica se pesa en balanzas y luego se prepara para iniciar el proceso.
Grúas especiales la trasladan hacia las bandas transportadoras, y de allí hacia los molinos, que es donde se comienza a extraer la sacarosa.[cita requerida]

### Molienda
En los molinos, se exprime la caña, para extraer la sacarosa. Esto se lleva a cabo agregándole agua caliente, para que sea más fácil de moler y la extracción sea la máxima posible.[cita requerida]
Se realiza haciendo circular la caña desmenuzada, entre los filtros y mazas de seis molinos consecutivos, a los cuales se les llama trapiches.[cita requerida]
De este proceso se obtiene un primer subproducto: el bagazo o fibra de caña, que se usa como combustible en las calderas para generar vapor y energía o como materia prima en la elaboración de papel.[cita requerida]

### Clarificación
Se elimina la mayor cantidad de impurezas presentes en el jugo mixto (barros, bagacillo, sales, coloides y material en suspensión), conservando la mayor cantidad de sacarosa y entregando el jugo a la etapa de evaporación en condiciones óptimas de pH, turbidez, color y temperatura.[cita requerida]
El jugo de la caña se mezcla con hidróxido de calcio y ácido fosfórico. Este proceso se llama encalado, que precipita sales insolubles y fosfato de calcio. Además, se logra el pH deseado, evitando pérdidas de sacarosa por inversión.[cita requerida]
La forma más apropiada de conseguir estos objetivos es por calentamiento, con posterior decantación y filtración de los barros.[cita requerida]
El barro decantado, llamado cachaza, constituye un segundo subproducto que se filtra para recuperar el jugo que aún pueda contener, y se envía por canales al campo como abono.[cita requerida]

### Evaporación
Cuando el jugo ya se encuentra limpio, se evapora a través de máquinas especializadas, hasta que el 80% del líquido desaparece. Esto lo hace más concentrado, como si fuese una especie de jarabe.
Este proceso se realiza en tres etapas, para lograr economía de vapor. En la primera etapa, se quema bagazo, para generar el vapor en la caldera. El vapor remanente del jugo de la primera etapa será el que caliente al jugo en la segunda etapa. Lo mismo sucede con la tercera etapa de evaporación.[cita requerida]

### Cristalización
La cristalización se produce en los tachos de cocimiento.[cita requerida]
Aplicando una combinación determinada de presión y temperatura, se transforma el jarabe en cristales. Una vez formados los mismos, es necesario separarlos de la solución madre que los contiene. Esta separación se realiza mediante una serie de centrífugas de alta velocidad.[cita requerida]

### Centrifugación
Se separan los cristales del azúcar crudo de la melaza, tercer subproducto que se procesa para obtener alcohol mediante fermentación del azúcar remanente. La fuerza centrífuga hace que la masa cocida suba por la pared exterior de la canasta y, mientras que de la maquinaria una malla o filtro retiene los cristales al azúcar, expulsa el licor madre.[cita requerida]

### Secado
Se secan y se tamizan los cristales, separando los que son del tamaño adecuado.[cita requerida]

### Envasado
Antes de empacarla, se realizan análisis de laboratorio para garantizar la calidad. Luego, el azúcar se fracciona en las distintas presentaciones que llegan a los clientes (paquetes de 1 kilo y sobres de 6,25 g para consumo masivo, bolsas de 25 y 50 kg y grandes contenedores de 1 tonelada para uso industrial).[cita requerida]

### Almacenamiento
Los productos se almacenan en depósitos especialmente acondicionados para su conservación y posterior despacho.[cita requerida]

### Transporte
Los productos se cargan en camiones o trenes, y se envían a los clientes industriales o de consumo masivo.[cita requerida]

## Clasificación de la melaza
La Asociación Estadounidense de Control Oficial de Alimentos (AAFCO) recomienda diferentes clasificaciones para las melazas, según el azúcar total y el contenido de humedad. Así:
- superior blackstrap, melaza de caña que contiene 23,4% de agua o menos, y 53,5% o más de azúcares totales;
- blackstrap, melaza compuesta por 23,5% a 26,4% de agua y 48,5% a 53,5% de azúcares totales.[cita requerida]

## Composición
La composición de las melazas es muy heterogénea y puede variar considerablemente dependiendo de la variedad de caña de azúcar, suelo, clima, período de cultivo, eficiencia de la operación de la fábrica, sistema de ebullición del azúcar, tipo y capacidad de los evaporadores, entre otros. Por otro lado, la melaza de caña se caracteriza por tener grados Brix o sólidos disueltos de 70% en promedio y un pH de 5.0-6.1%(Fajardo Castillo, 2015). 

### Azúcares
Los principales azúcares en la melaza son sacarosa (60% - 63% en peso), glucosa, dextrosa (6% - 9% en peso) o 3500 cal/g, fructosa o levulosa 5% - 10% en peso (Fajardo Castillo, 2015).

No azúcares:
Los no azúcares están compuestos por 33% de sustancias inorgánicas (Fe3+, K+, Na+, Ca2+, Mg2+, Zn2+, As3+, Cd2+, Hg+, Pb+ y Cl-, NO3-, SO2-) 42% corresponde a sustancias nitrogenadas (aminoácidos, péptidos, colorantes); y el 25% a sustancias orgánicas libres de nitrógeno (ácidos carboxílicos, alcoholes, fenoles, ésteres, vitaminas, gomas y dextranos).

### Compuestos nitrogenados
Están constituidos principalmente por aminoácidos mono y dibásicos, amidas ácidas, betaínas y pequeñas cantidades de peptonas y nitratos. Cuando los azúcares reductores, glucosa y fructosa, son sometidos a los procesos de clarificación, en el tratamiento subsiguiente, se producen varias reacciones, siendo la más importante la de los aminoácidos con estos azúcares, en la cual se forman productos coloreados como las melanoidinas y los residuos 31 fermentables a los cuales se les ha encontrado un contenido aproximado de 68% de nitrógeno combinado, en melazas.
El nitrógeno total de las melazas, varía entre 0.4% y 1.5% del peso total La proteína cruda frecuentemente se determina como porcentaje en peso del contenido de nitrógeno.

### Ácidos
El ácido aconítico es el más abundante de los ácidos orgánicos presentes en la caña que se acumula en las melazas, representando aproximadamente el 6% del peso de sólidos en la melaza. Los ácidos málico y cítrico están presentes en cantidades apreciables. El ácido fórmico está presente como producto de descomposición; la mayoría de estos ácidos son metabolizados por los microorganismos, como fuente de carbono y no presentan problemas de inhibición de crecimiento.

### Vitaminas
Aquellas vitaminas resistentes a la acción del calor y de los álcalis, aparecen encontradas en las melazas. La niacina, ácido pantoténico y riboflavina, importantes para el crecimiento microbiano, pueden estar presentes en cantidades significativas y otras vitaminas lo están en cantidades muy pequeñas.

### Fenoles y compuestos volátiles
Los fenoles presentes en las mieles finales, provienen de la parte fibrosa de la caña, estos se derivan de los ácidos hidroxicinámico y parahidroxibenzoico.
Es necesario tener en cuenta, que desde el punto de vista de la fermentación, algunos fenoles son indeseables, por presentar actividad inhibitoria sobre el crecimiento de los microorganismos, a concentración de 0.5 g/L. Los ácidos fenólicos que mayor actividad bacteriostática han demostrado son el cloragénico, el p-cumárico y el telúrico; estos dos últimos son capaces de inhibir totalmente el crecimiento de algunas bacterias.

## Propiedades fisicoquímicas

### Viscosidad
Las relaciones entre concentración y viscosidad para soluciones de azúcar pura son igualmente válidas para las melazas. La viscosidad de las soluciones saturadas de azúcar impuro, aumenta rápidamente con el contenido de impurezas debido al incremento de la concentración de sólidos.
El efecto de las sales minerales sobre la viscosidad de las soluciones de azúcar es variable. Un enriquecimiento de iones Ca2+ aumenta la viscosidad, mientras que un incremento de iones K+, la disminuye.

### Calor específico y conductividad térmica
En las soluciones de azúcar, el calor específico depende de la temperatura, de la concentración y de la composición. Se ha comprobado que el calor específico disminuye al aumentar la concentración de las soluciones impuras de azúcar; es necesario conocer el calor específico de las melazas para calcular la transferencia de calor durante el calentamiento o enfriamiento tanto la actividad estabilizadora se modificas que un incremento de iones K+, la disminuye.[cita requerida]

### pH
Las melazas de caña son ligeramente ácidas, tienen un pH entre 5.5 y 6.5; un pH bajo es atribuible a la presencia de ácidos alifáticos y al bajo pH de la clarificación, si es acidado al incremento de la concentración de sólidos.
La estabilización del pH en las melazas de caña tiene un patrón uniforme, es decir, no existen variaciones irregulares debidas a relaciones de cambio de peso entre las sustancias que intervienen, por lo tanto la actividad estabilizadora se modificas que un incremento de iones K+, la disminuye.[cita requerida]

### Densidad
En la práctica, la densidad se determina mediante equivalencia con la concentración en grados Brix.

## Utilización

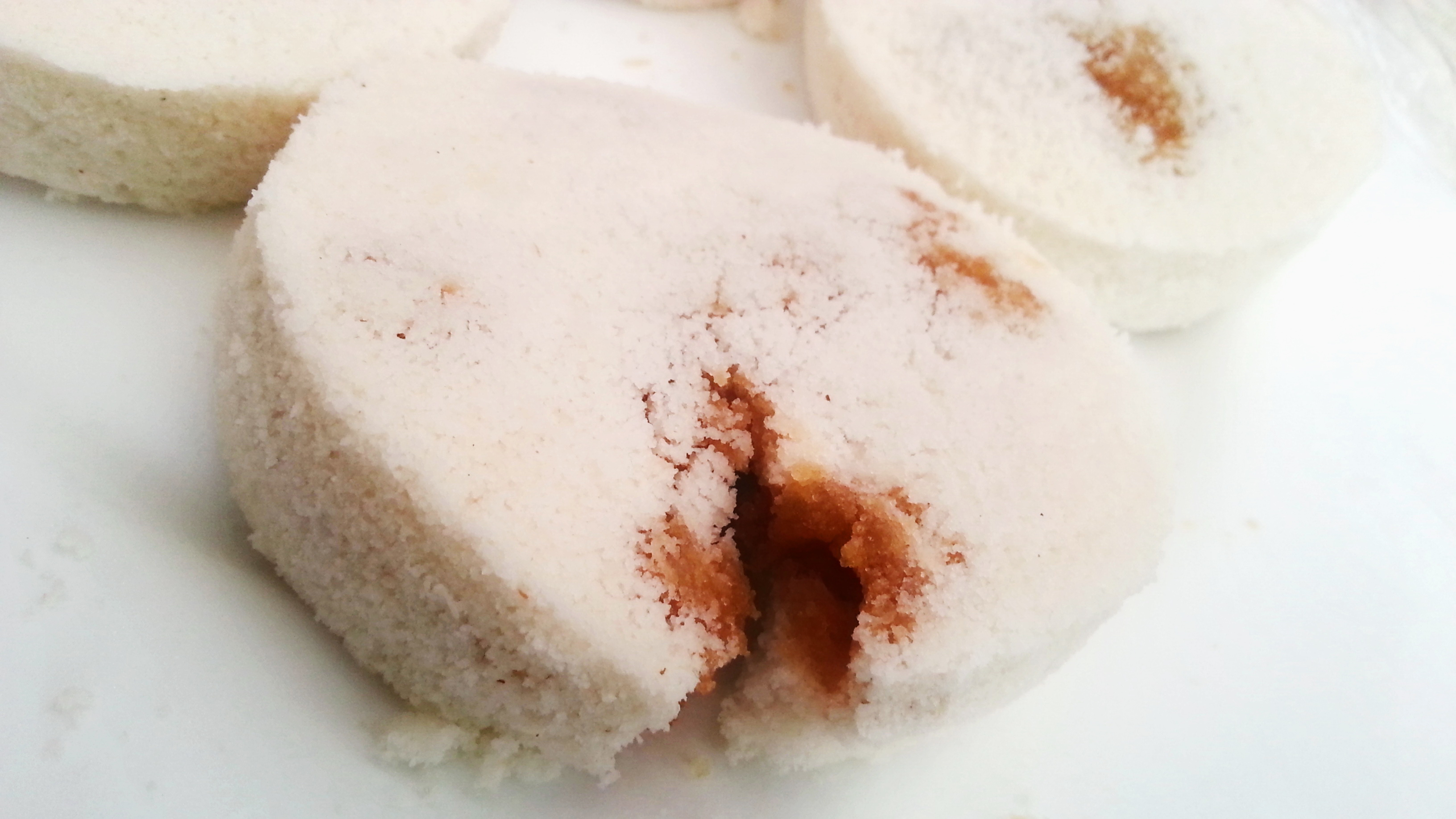
Bhapa pithaa, un popular pastel de arroz al estilo de Bangladés, a menudo se endulza con melaza.

La melaza se emplea principalmente como suplemento energético para la alimentación de rumiantes por su alto contenido de azúcares y su bajo costo en algunas regiones. No obstante, una pequeña porción de la producción se destina al consumo humano, empleándola como edulcorante culinario. Actualmente se encuentra en aumento la cantidad de recetas gastronómicas que usan melaza para su preparación.
En algunos países de Sudamérica el jugo de la caña de azúcar suele ser procesado artesanalmente hasta que se transforma en bloques sólidos de azúcar no refinado muy apreciado por su sabor con alto contenido de melaza, que se conocen en Chile, Centroamérica y sur de México con el nombre de chancaca, rapa de dulce o tapa de dulce, panela o papelón (Colombia y Venezuela), y en el resto de México con el nombre de piloncillo, rapadura (Brasil, Paraguay, Argentina y Uruguay) o raspadura (Cuba).
La melaza de remolacha no es apta para el consumo humano pues es amarga, sin embargo se utiliza en la alimentación de ganado vacuno.

## Beneficios de la melaza

### Uso en el cabello
La melaza fuerte contiene aproximadamente 14% de la ingesta diaria recomendada (IDR) de cobre, un importante mineral cuyos péptidos ayudan a reconstruir la estructura de la piel que soporta el pelo sano. En consecuencia, el consumo a largo plazo de melaza fuerte se ha relacionado con la mejora de la calidad del cabello, crecimiento del mismo en los hombres e incluso una restauración del color original.[cita requerida]

### En los huesos
Tiene alto contenido de calcio y magnesio. Como todos los alimentos integrales, la melaza contiene un perfil de minerales que han sido optimizados por la naturaleza para una absorción superior. Por ejemplo, dos cucharadas de melaza fuerte contienen 11.7% de la IDR de calcio y 7,3% de la IDR de magnesio. Esta relación calcio–magnesio es ideal, ya que nuestros cuerpos necesitan grandes cantidades de magnesio para ayudar a absorber grandes cantidades de calcio. Estos dos minerales ayudan al crecimiento y desarrollo de los huesos, lo que hace de la melaza fuerte una buena salvaguardia contra la osteoporosis y otras enfermedades óseas.[cita requerida]

### Cualidades laxantes
La melaza es un ablandador fecal natural que puede mejorar la regularidad y la calidad de las deposiciones.[cita requerida]

### Rico en hierro
La melaza contiene 13.2% de la IDR de hierro, que el cuerpo necesita para transportar oxígeno a las células de la sangre. Las personas que sufren de anemia (incluidas las mujeres embarazadas) se beneficiarán enormemente de consumir 1-2 cucharadas de melaza por día.[cita requerida]

### Dulcificante
A diferencia del azúcar refinado, la melaza tiene una carga glicémica moderada de 55. Esto hace que sea un buen sustituto del azúcar para las personas con glucosa alta, que no sean diabéticos insulinodependientes, y las personas que están tratando de evitar los picos de azúcar en la sangre. Además, una porción de melaza fuerte no contiene grasa y solo 32 calorías, por lo que es adecuado para una dieta de pérdida de peso.[cita requerida]

## Otras generalidades
De la melaza se pueden obtener diversos tipos de alcoholes. En fermentación sumergida se produce ácido cítrico. En efecto, la melaza es materia prima en la fabricación del ron.
También se utiliza para el cultivo de plantas de cannabis medicinal aportando nutrientes a la planta en todas las etapas de su vida desde el crecimiento hasta la floración.
El único ingenio que queda en Europa se encuentra en la localidad de Frigiliana, provincia de Málaga (Andalucía, España).

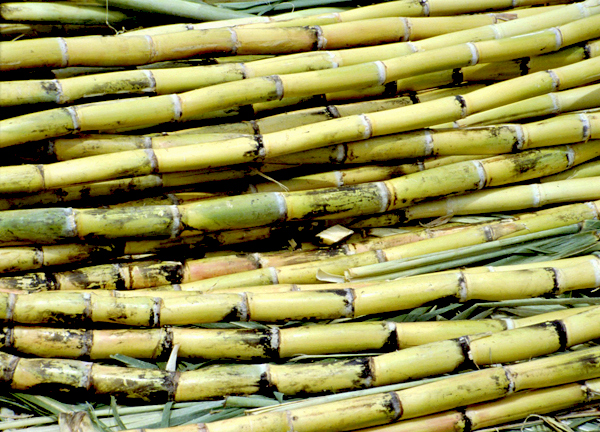
Caña de azúcar.